# Маловолосник герцинський
Маловолосник герцинський (Oligotrichum hercynicum) — вид мохів порядку рунянкальних (Polytrichales).

## Поширення
Батьківщиною є Європа, Африка, Північна Америка, Північна Америка, Азія, Австралія, Нова Зеландія.
Росте на відкритому ґрунті, завжди на кислій основі. Часто трапляється у вторинних середовищах існування, таких як лісові стежки. На високих висотах цей вид характерний для місць проживання з довготривалим сніговим покривом.

## Характеристика
Цей вид моху утворює пухкі газони від жовтувато-зеленого до зеленого кольору висотою 2–3 сантиметри. Листки жорстких стебел мають довжину приблизно від 3 до 4 міліметрів, ланцетні. Краї листя плоскі і злегка зубчасті в нижній частині, загнуті до кінчика і злегка виїмчасті. Листова жилка виходить з кінчика листка у вигляді невеликого шипа. Товстостінні листкові клітини коротко-прямокутні біля основи, округло-квадратні у верхній частині листа, часто трохи ширші за довжину та розміром близько 14 мкм. Вид дводомний. Спорові коробочки не рідкість. Спори мають розмір від 10 до 15 мкм, жовтувато-зелені та гладкі. Час дозрівання спор припадає на літо.

## Галерея

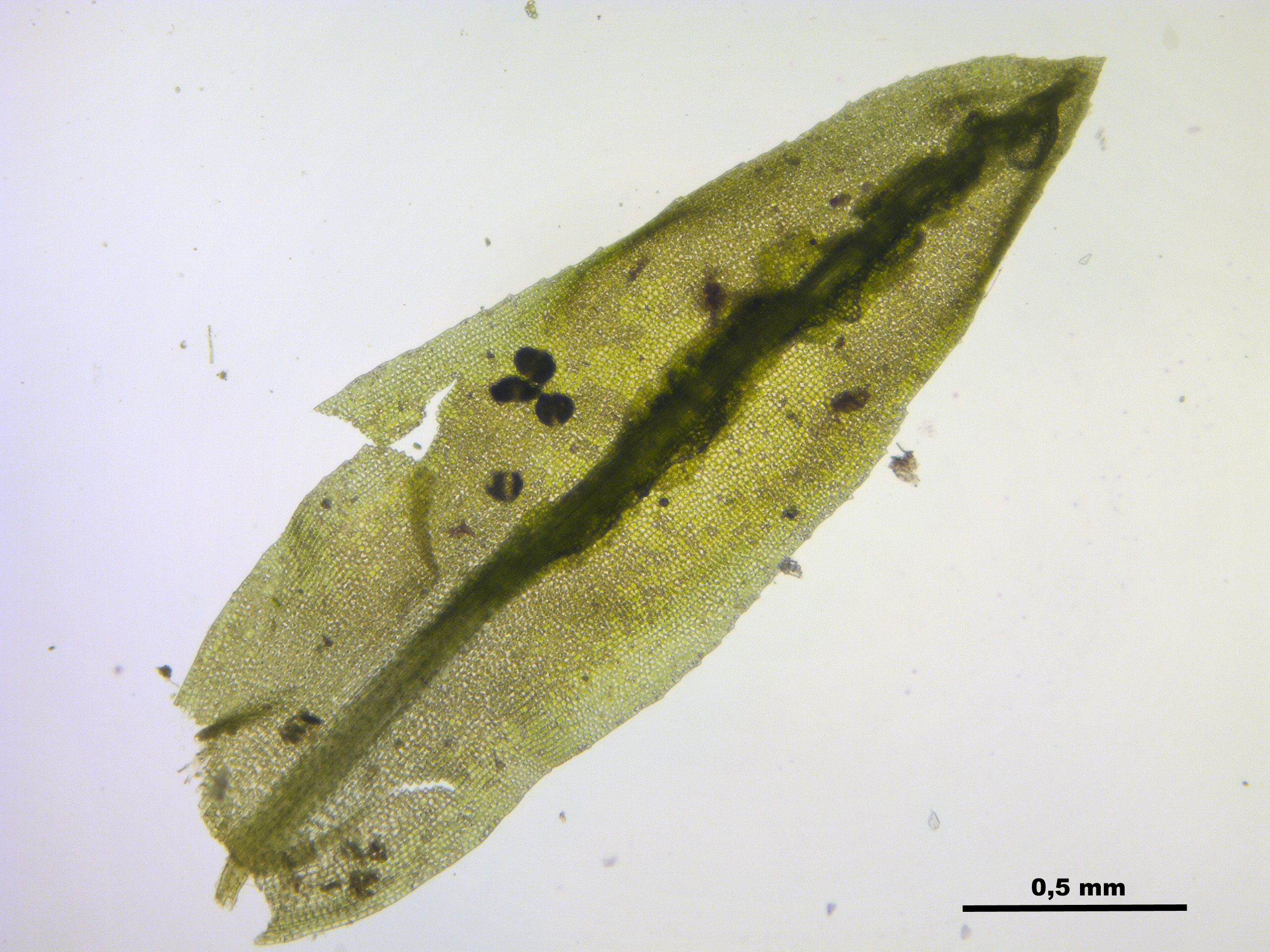
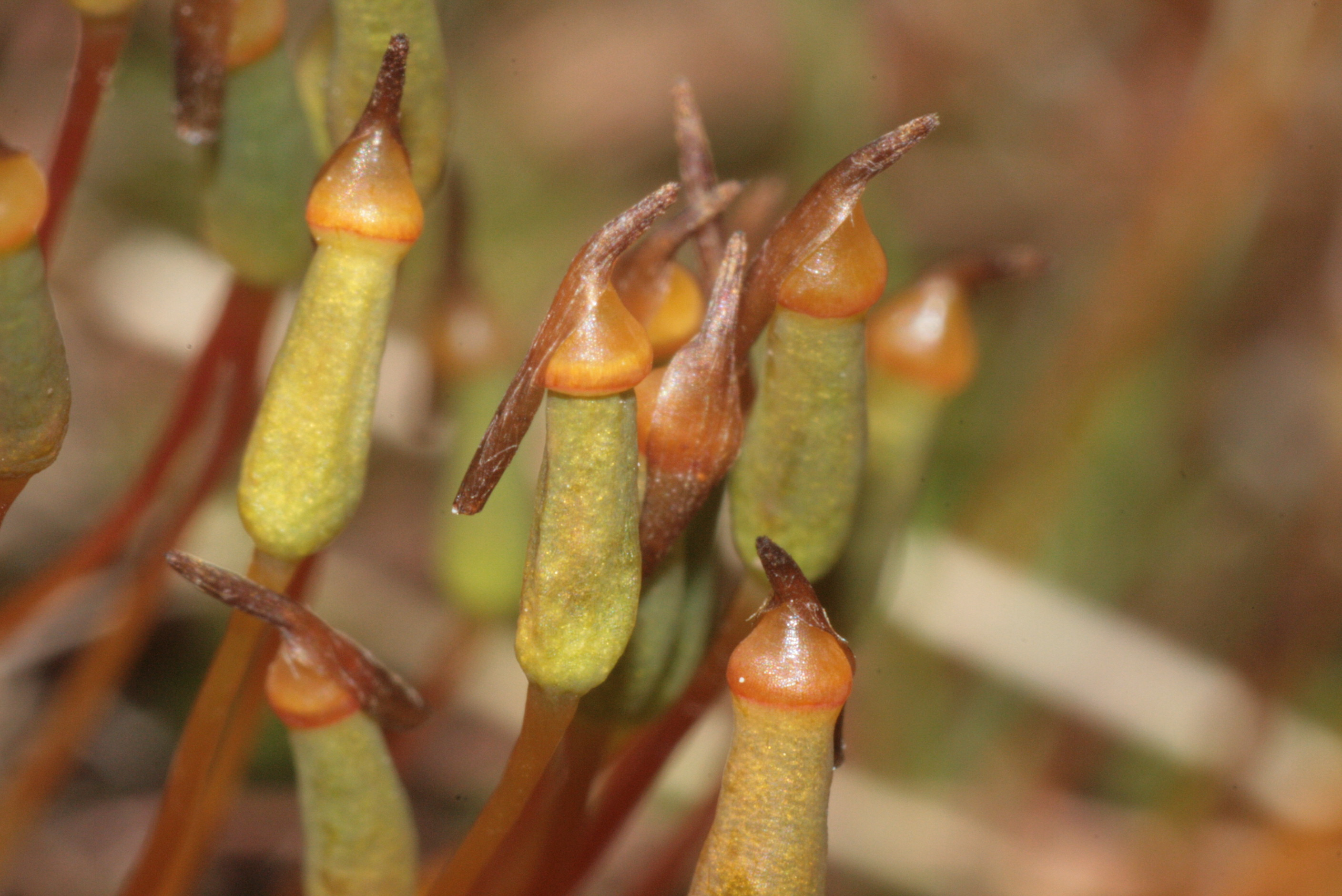
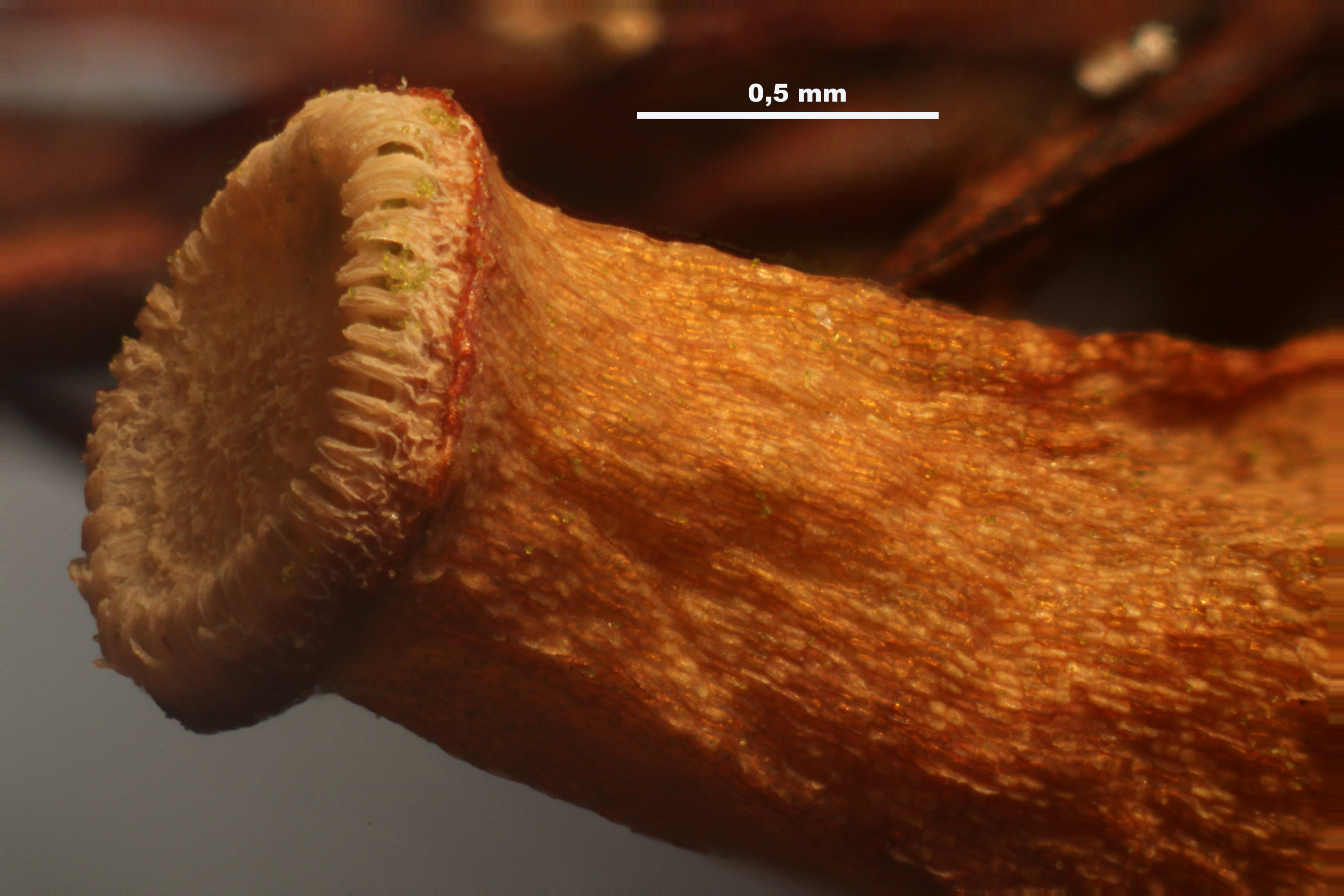
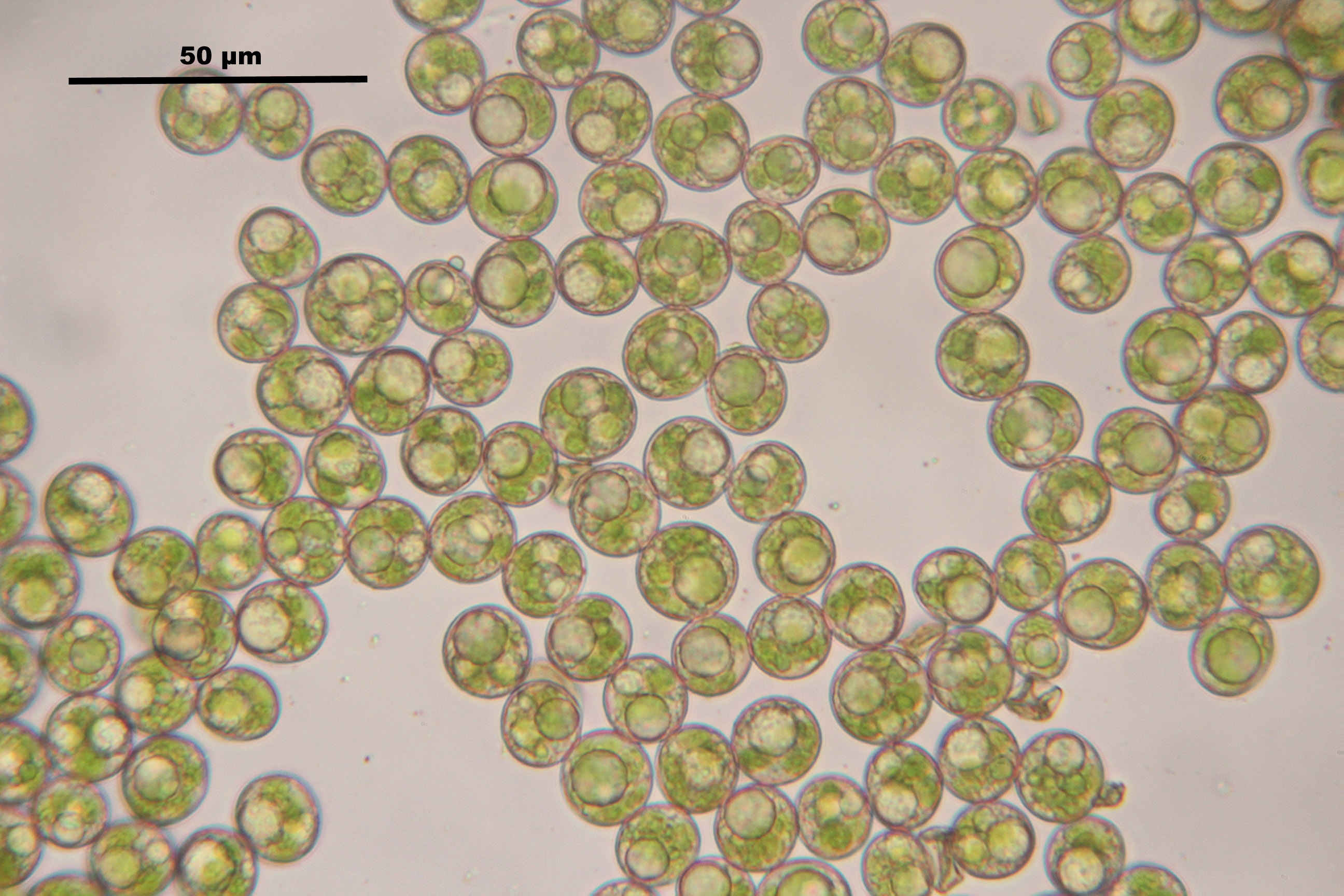